# Podział administracyjny Malediwów

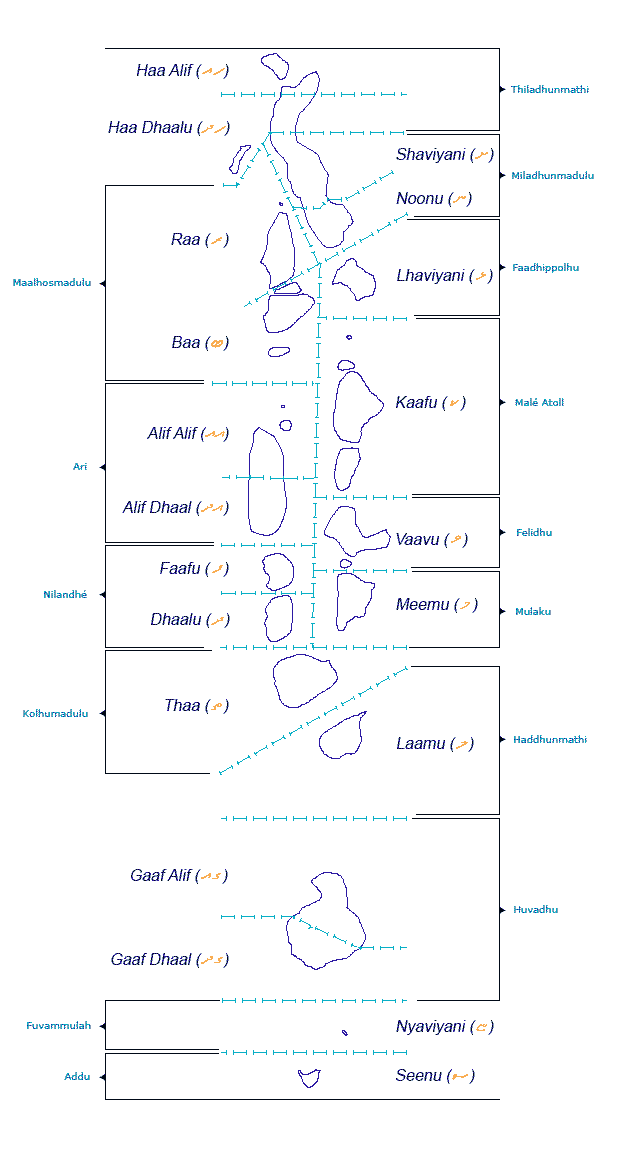
Podział administracyjny Malediwów

Malediwy składają się z 26 naturalnych atoli, które podzielone są na 21 jednostek administracyjnych: 19 atoli administracyjnych i dwóch miast - stołecznego Male oraz Addu.
Nazwą każdego z atoli administracyjnych jest nazwa litery alfabetu thaana:
| Litera | Skrót | Litera w thaana | Nazwa        | Obejmuje atole                                                                    |
| ------ | ----- | --------------- | ------------ | --------------------------------------------------------------------------------- |
| A      | HA    | ހއ              | Haa Alif     | Ihavandhippolhu, pn. część Thiladhunmathi                                         |
| B      | HDh   | ހދ              | Haa Dhaalu   | pd. część Thiladhunmathi, Makunudhoo                                              |
| C      | Sh    | ށ               | Shaviyani    | pn. część Miladhunmadulu                                                          |
| D      | N     | ނ               | Noonu        | pd. część Miladhunmadulu                                                          |
| E      | R     | ރ               | Raa          | Maalhosmadulu Uthuruburi                                                          |
| F      | B     | ބ               | Baa          | Maalhosmadulu Dhekunuburi, Goidhoo                                                |
| G      | Lh    | ޅ               | Lhaviyani    | Faadhippolhu                                                                      |
| H      | K     | ކ               | Kaafu        | Maale Uthuruburi (bez wysp Male i Hulule), Maale Dhekunuburi, Gaafaru, Kaashidhoo |
| U      | AA    | އ               | Alif Alif    | pn. część Ari, Rasdhoo, Thoddoo                                                   |
| I      | ADh   | އދ              | Alif Dhaal   | pd. część Ari                                                                     |
| J      | V     | ވ               | Vaavu        | Felidhu, Vattaru                                                                  |
| K      | M     | މ               | Meemu        | Mulaku                                                                            |
| L      | F     | ފ               | Faafu        | Nilandhe Uthuruburi                                                               |
| M      | Dh    | ދ               | Dhaalu       | Nilandhe Dhekunuburi                                                              |
| N      | Th    | ތ               | Thaa         | Kolhumadulu                                                                       |
| O      | L     | ލ               | Laamu        | Hadhdhunmathi                                                                     |
| P      | GA    | ގއ              | Gaafu Alif   | pn. część Huvadhu                                                                 |
| Q      | GDh   | ގދ              | Gaafu Dhaalu | pd. część Huvadhu                                                                 |
| R      | Gn    | ޏ               | Gnaviyani    | Foammulah                                                                         |
| S      | S     | ސ               | Addu         | Addu                                                                              |
| -      | -     | މާލެ              | Male         | wyspy Male, Hulele i kilka innych położonych w atolu Maale Uthuruburi             |

## Mapy poszczególnych jednostek administracyjnych

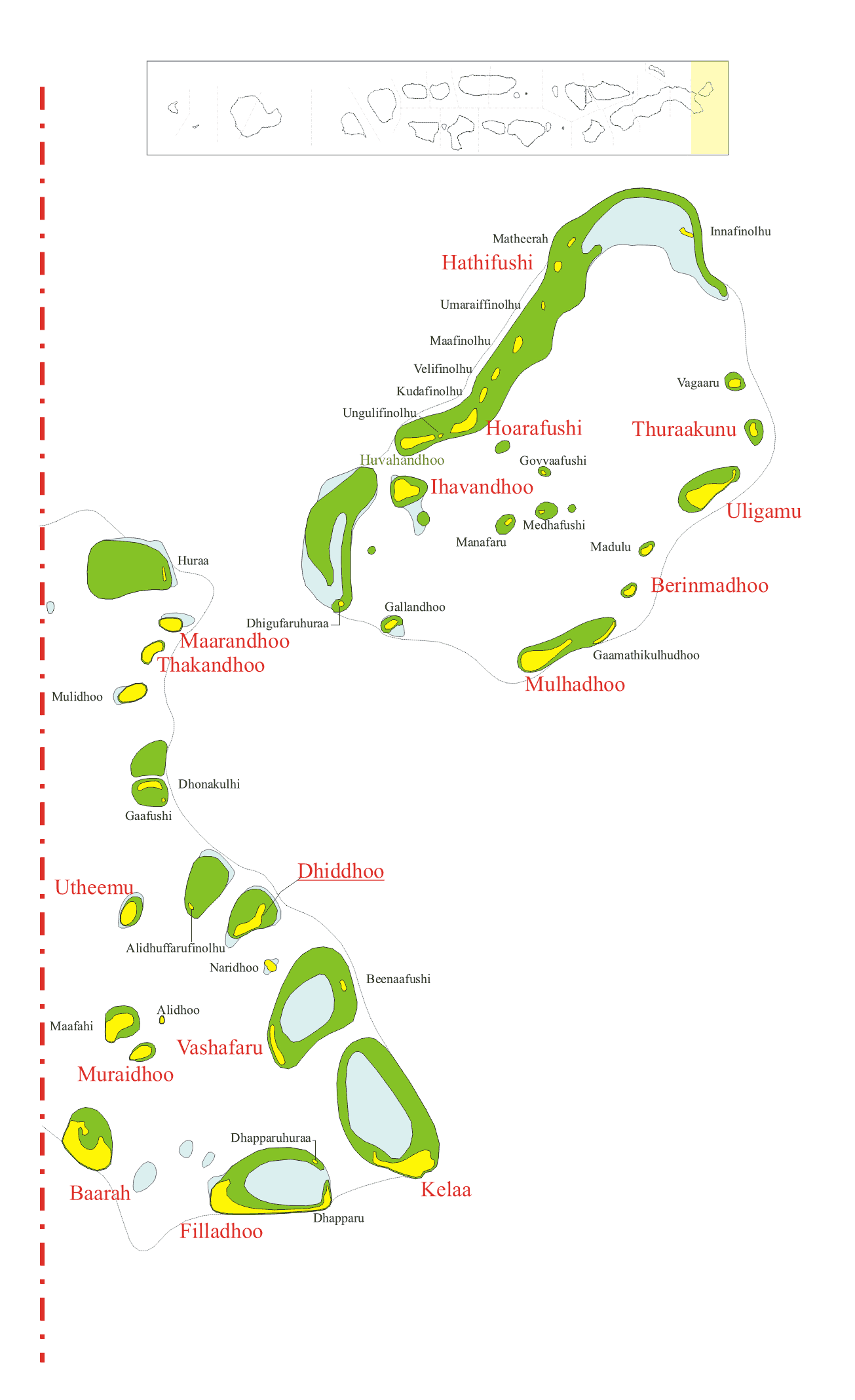
Haa Alif
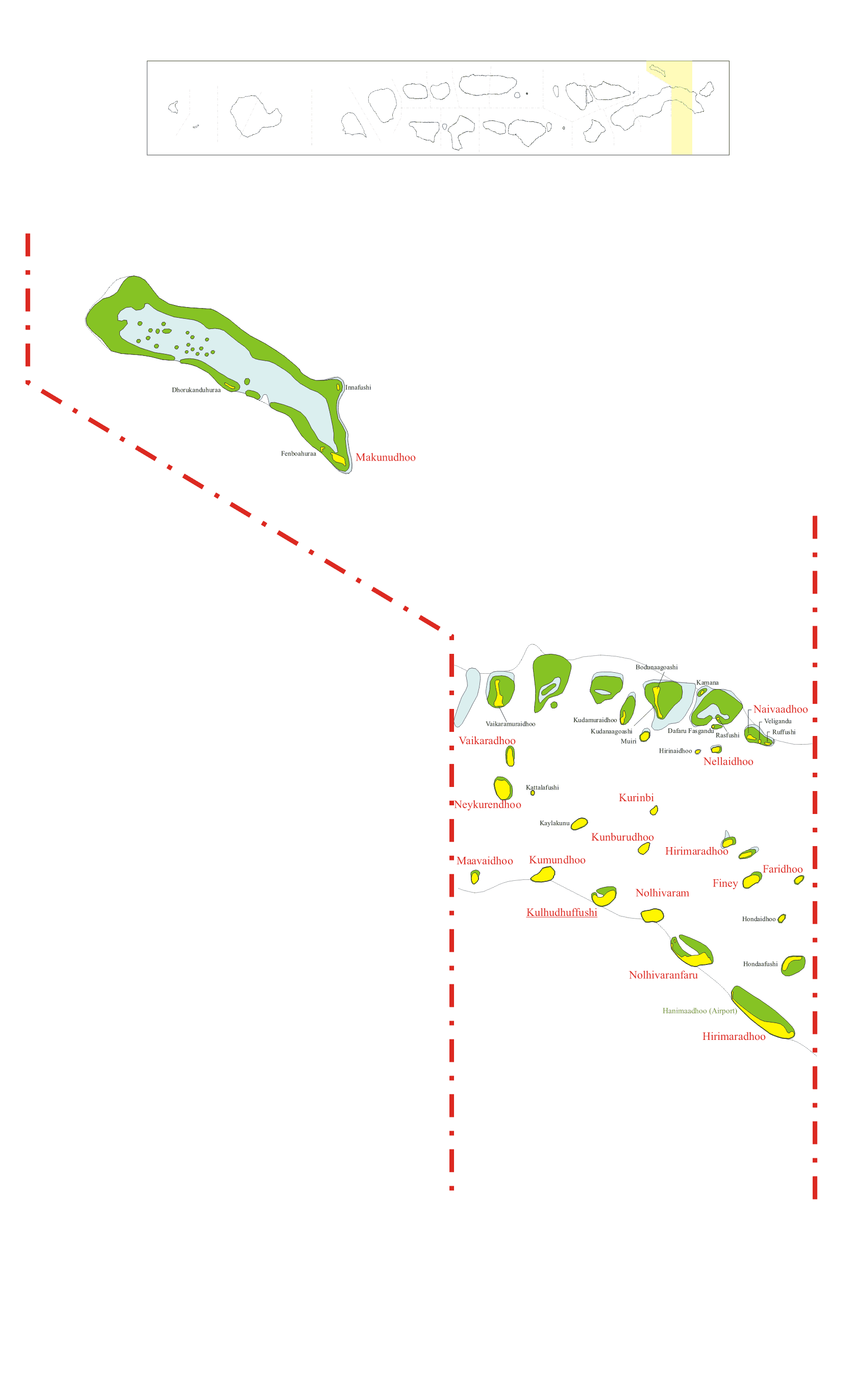
Haa Dhaalu
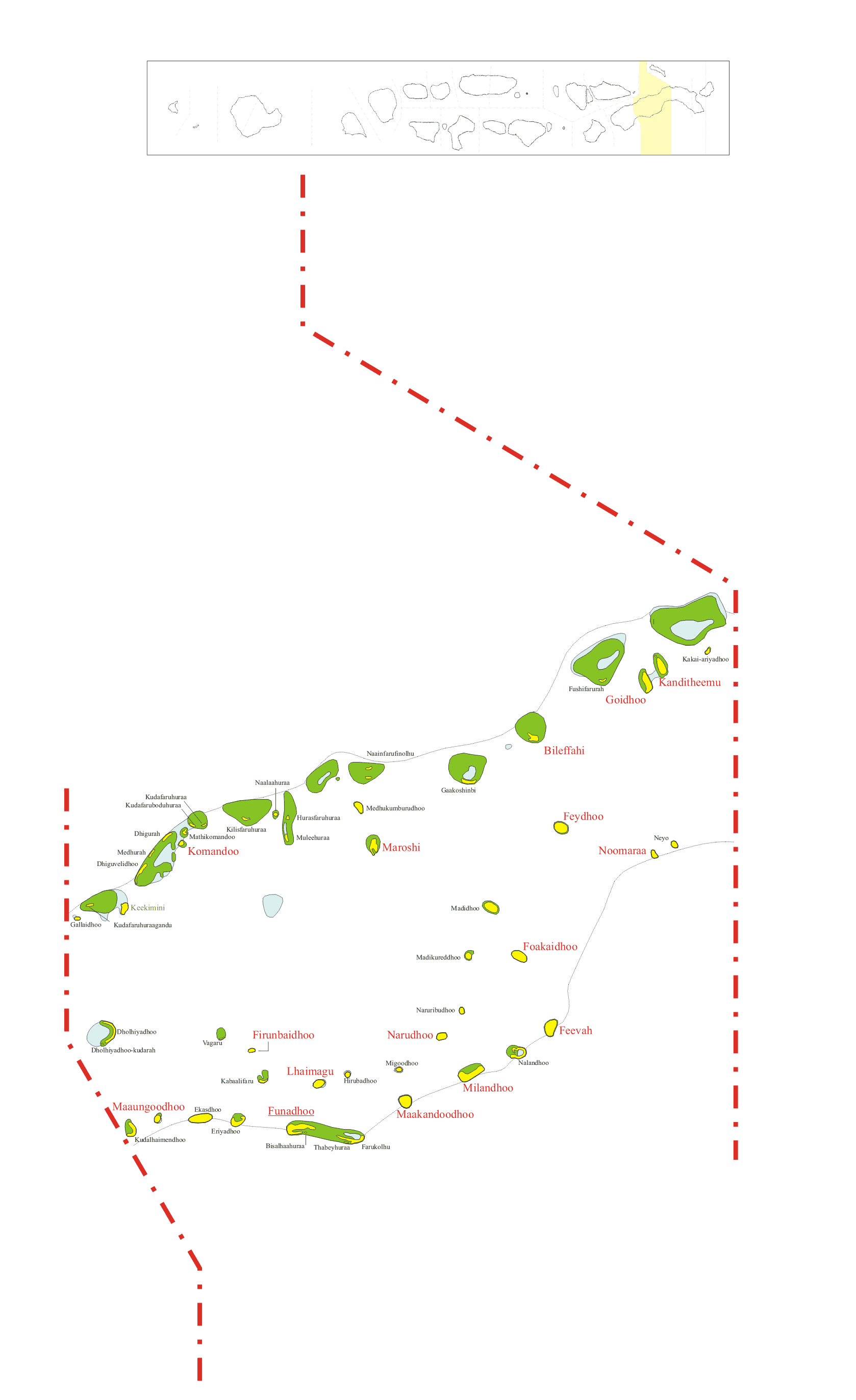
Shaviyani
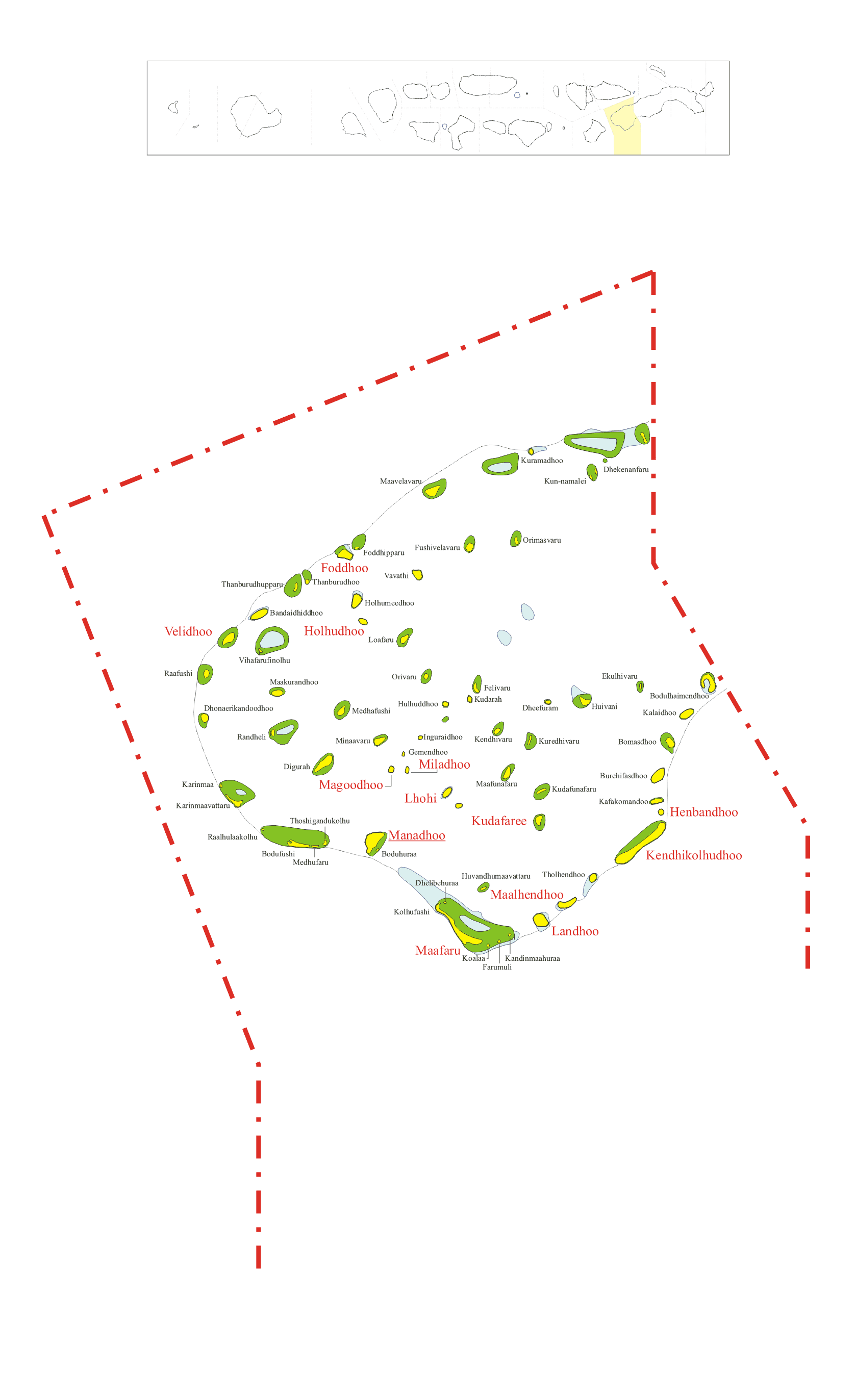
Noonu
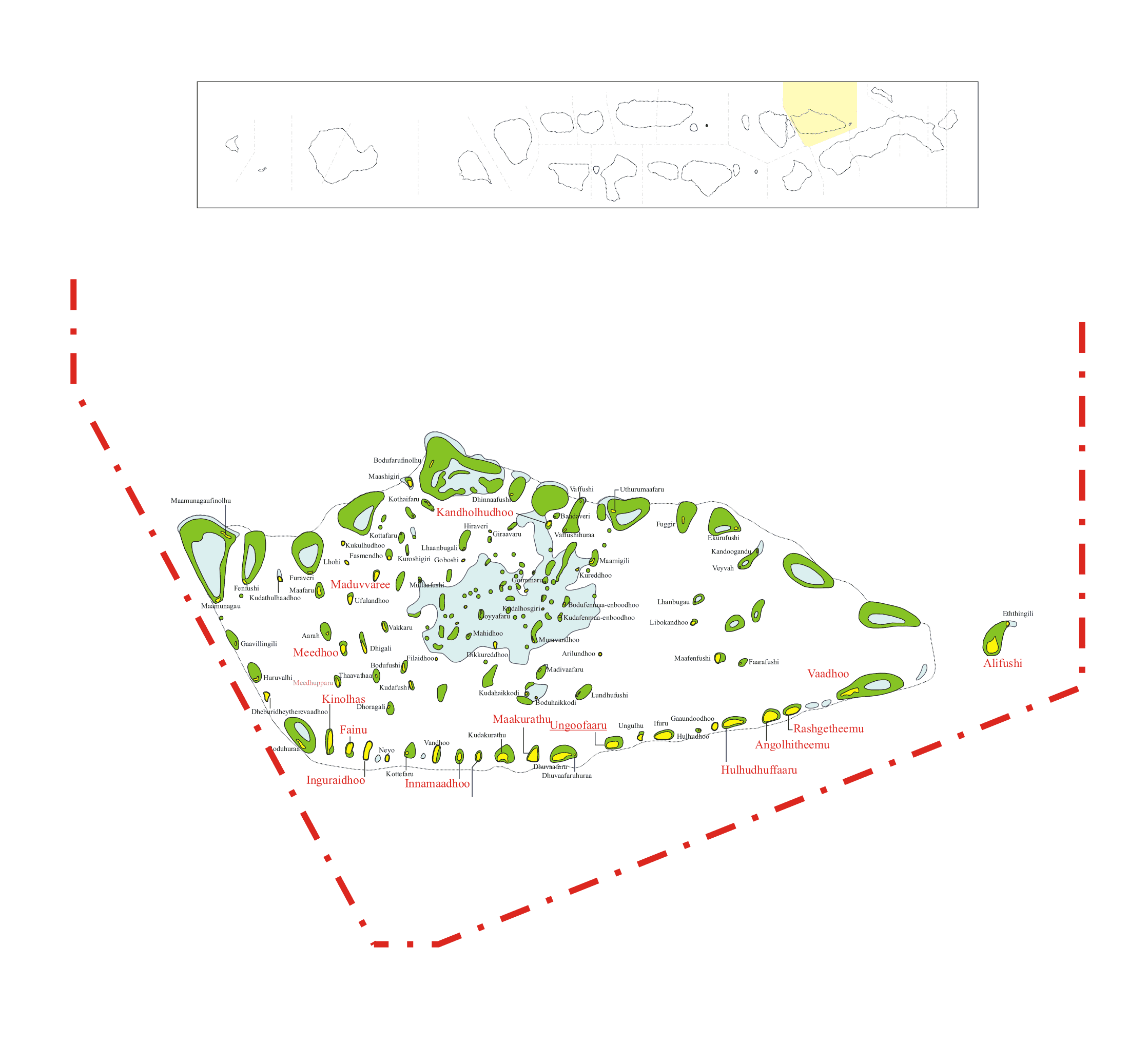
Raa
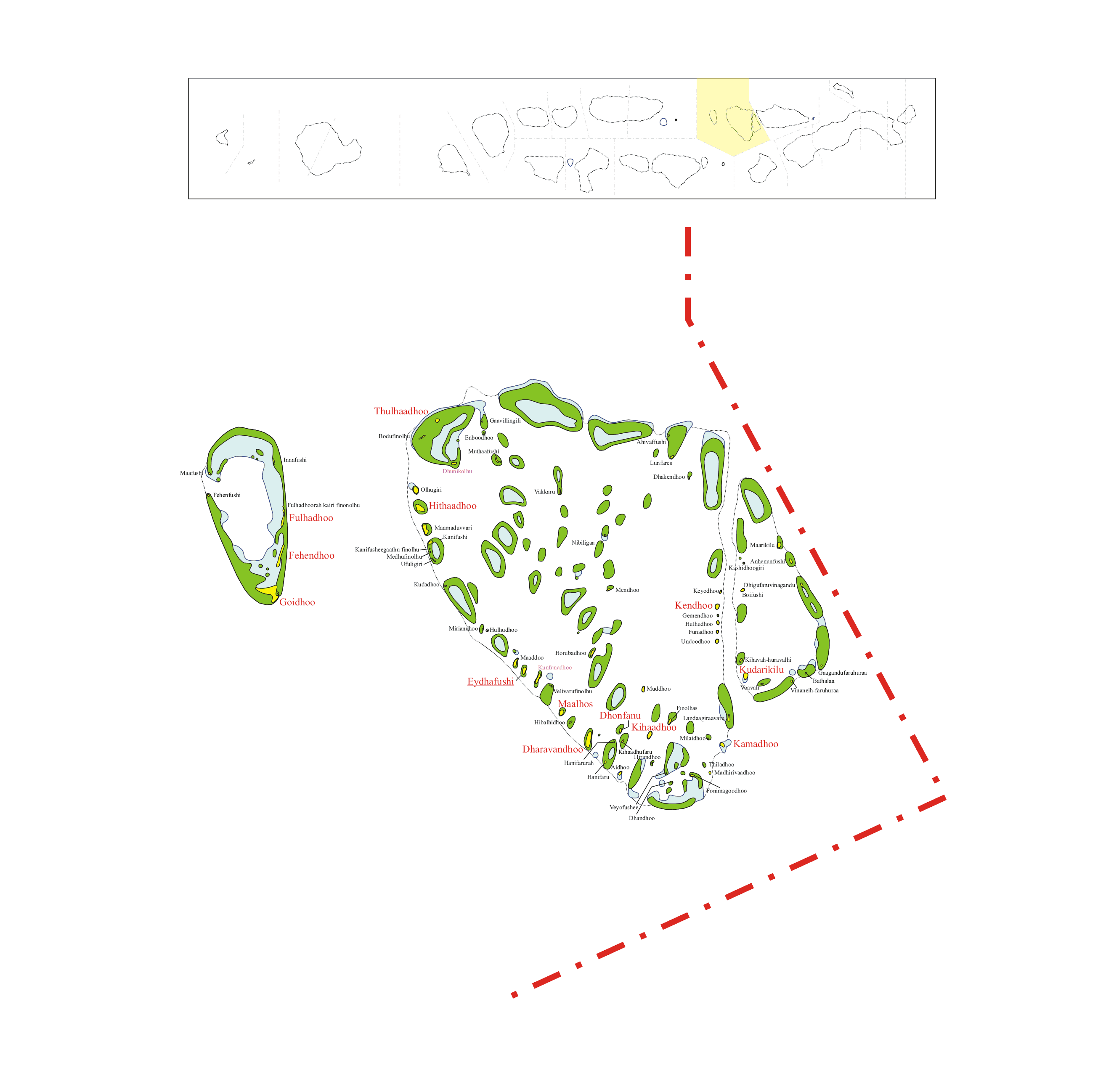
Baa
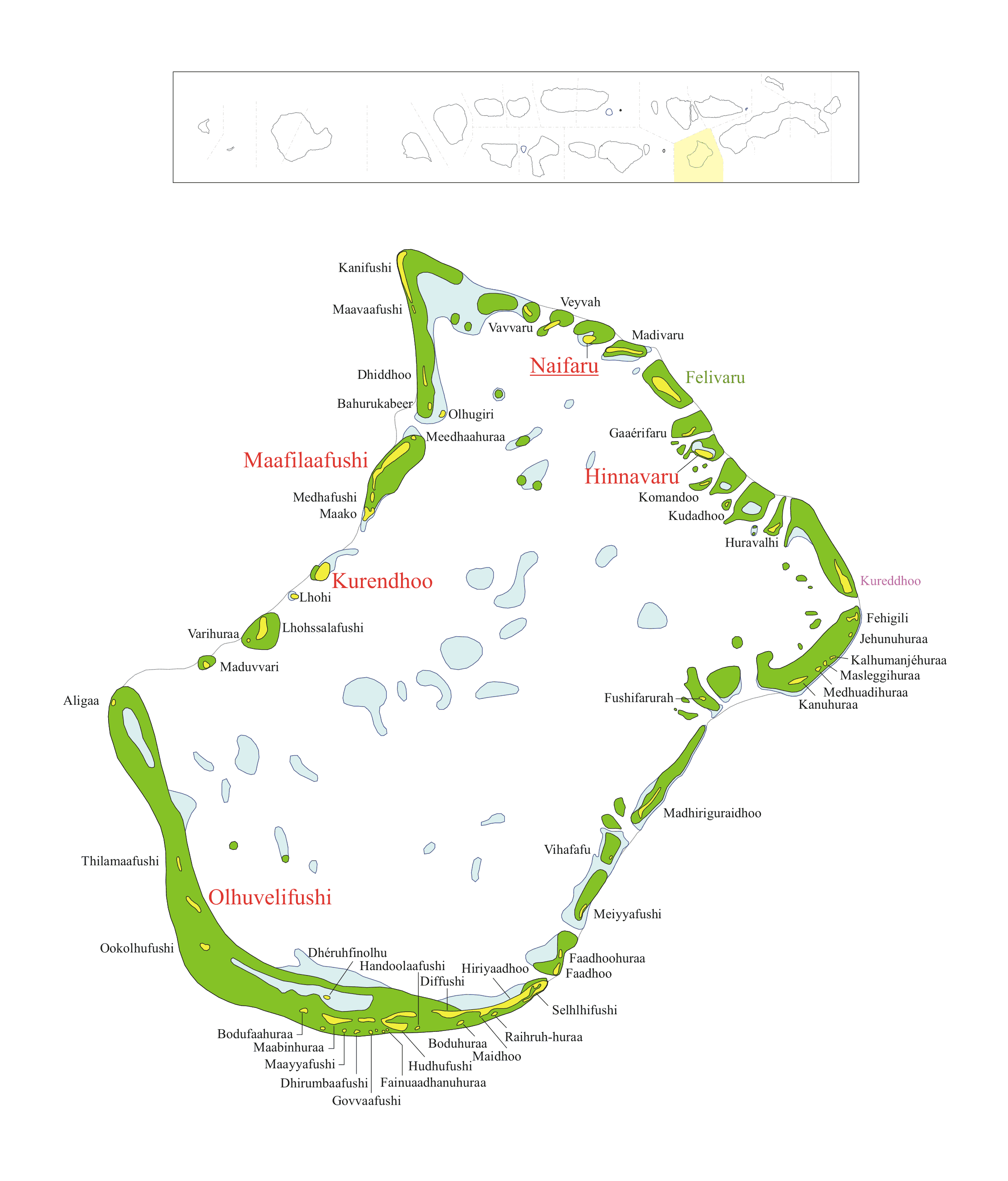
Lhaviyani
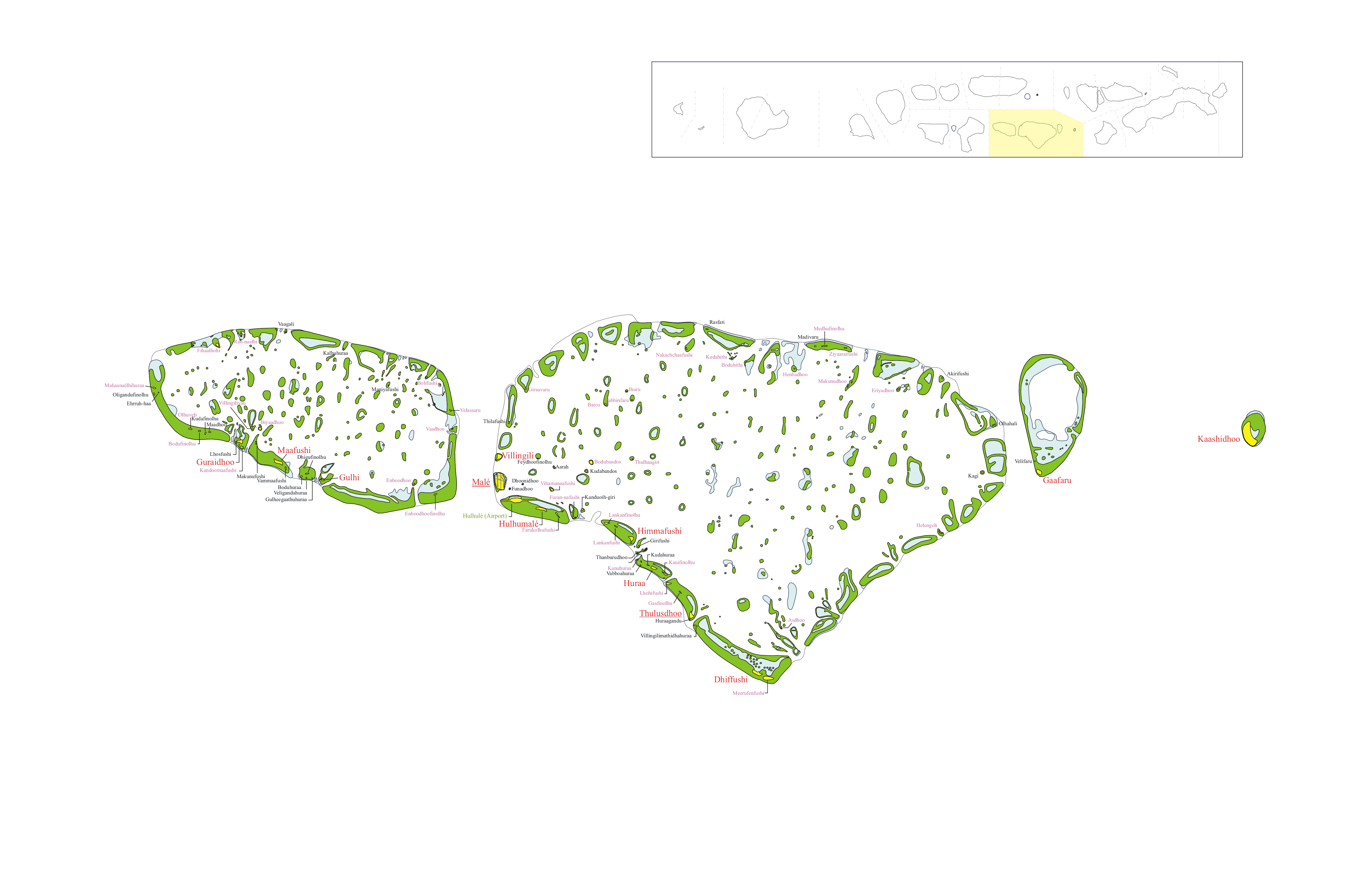
Kaafu
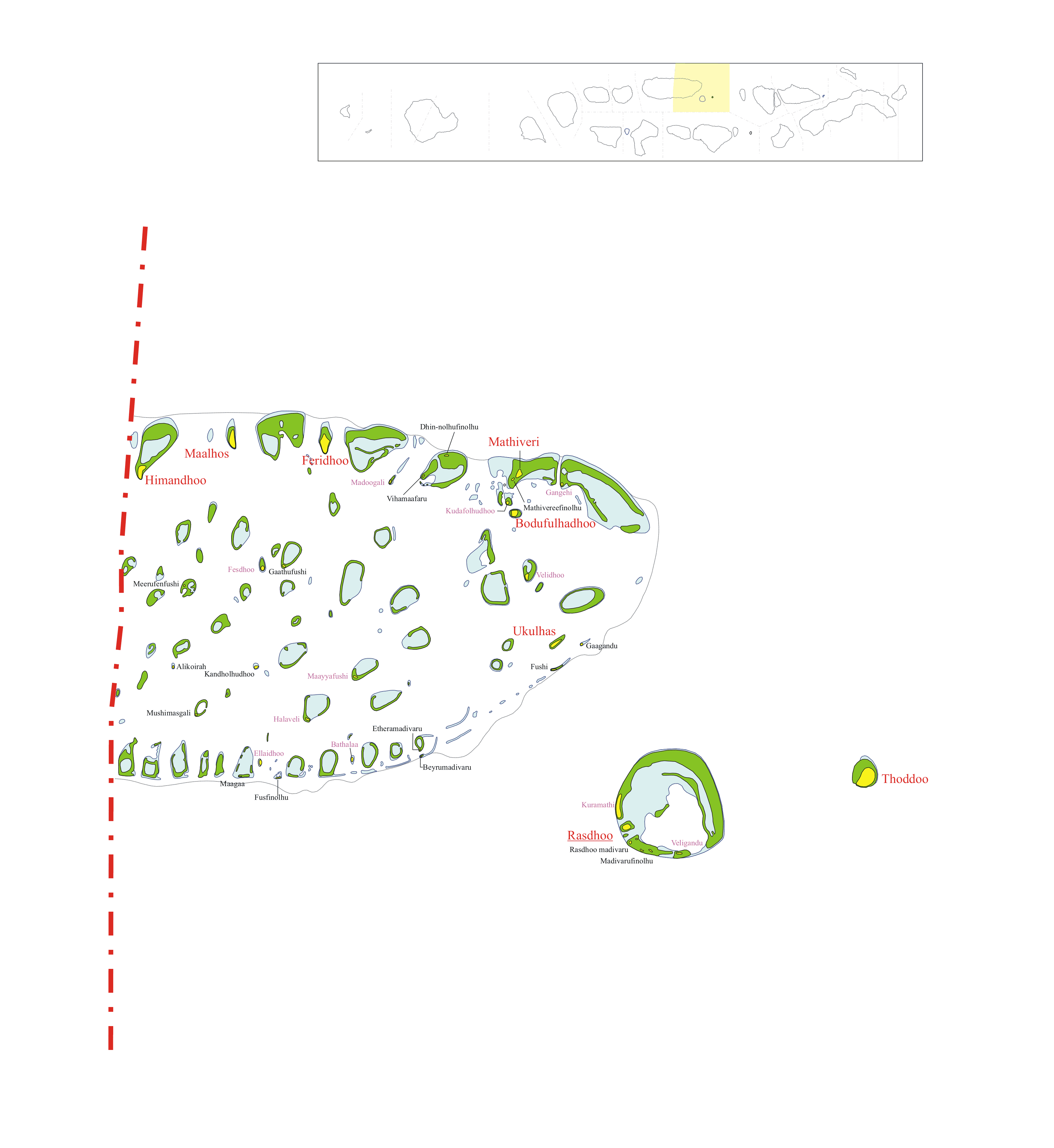
Alif Alif
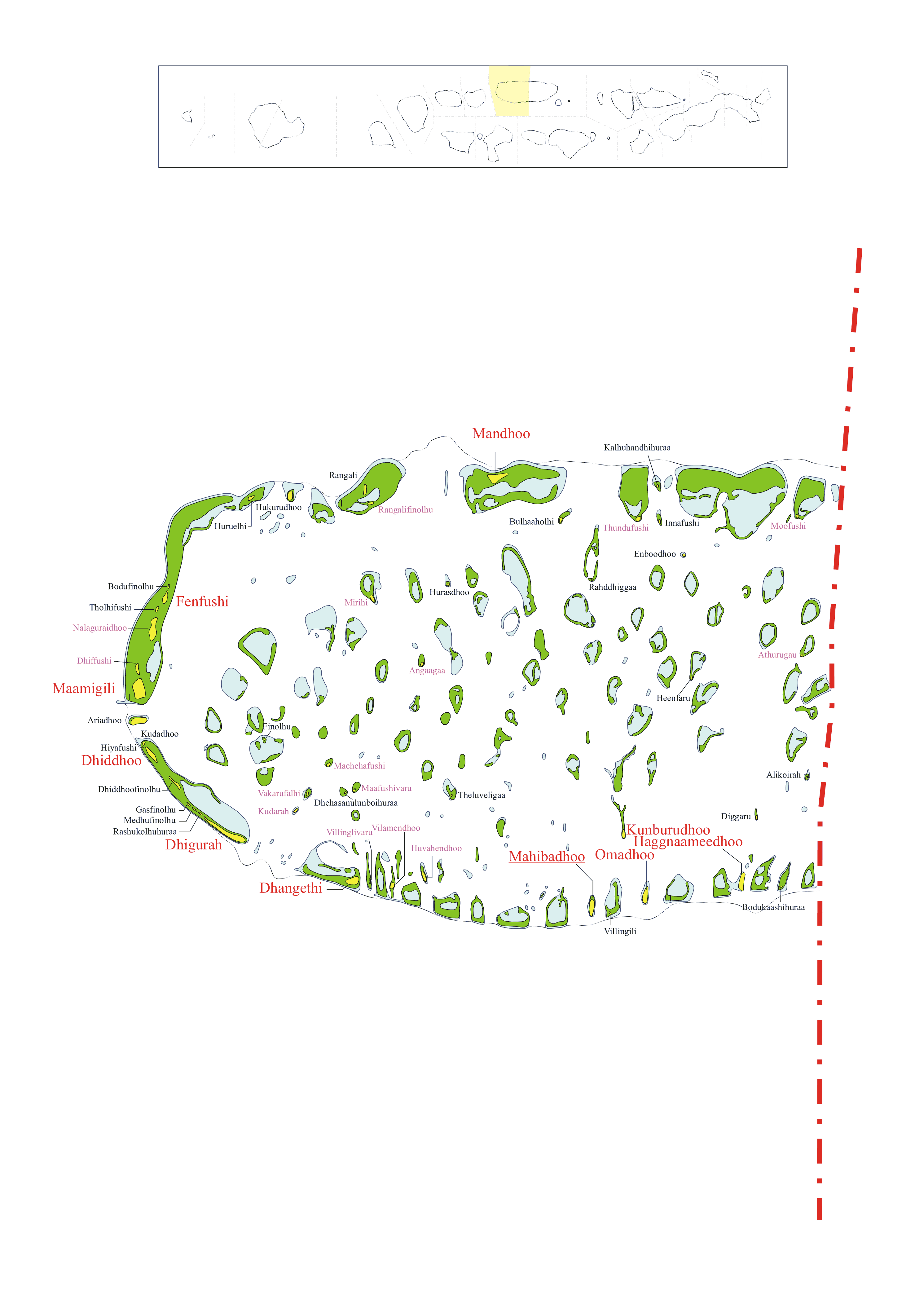
Alif Dhaal
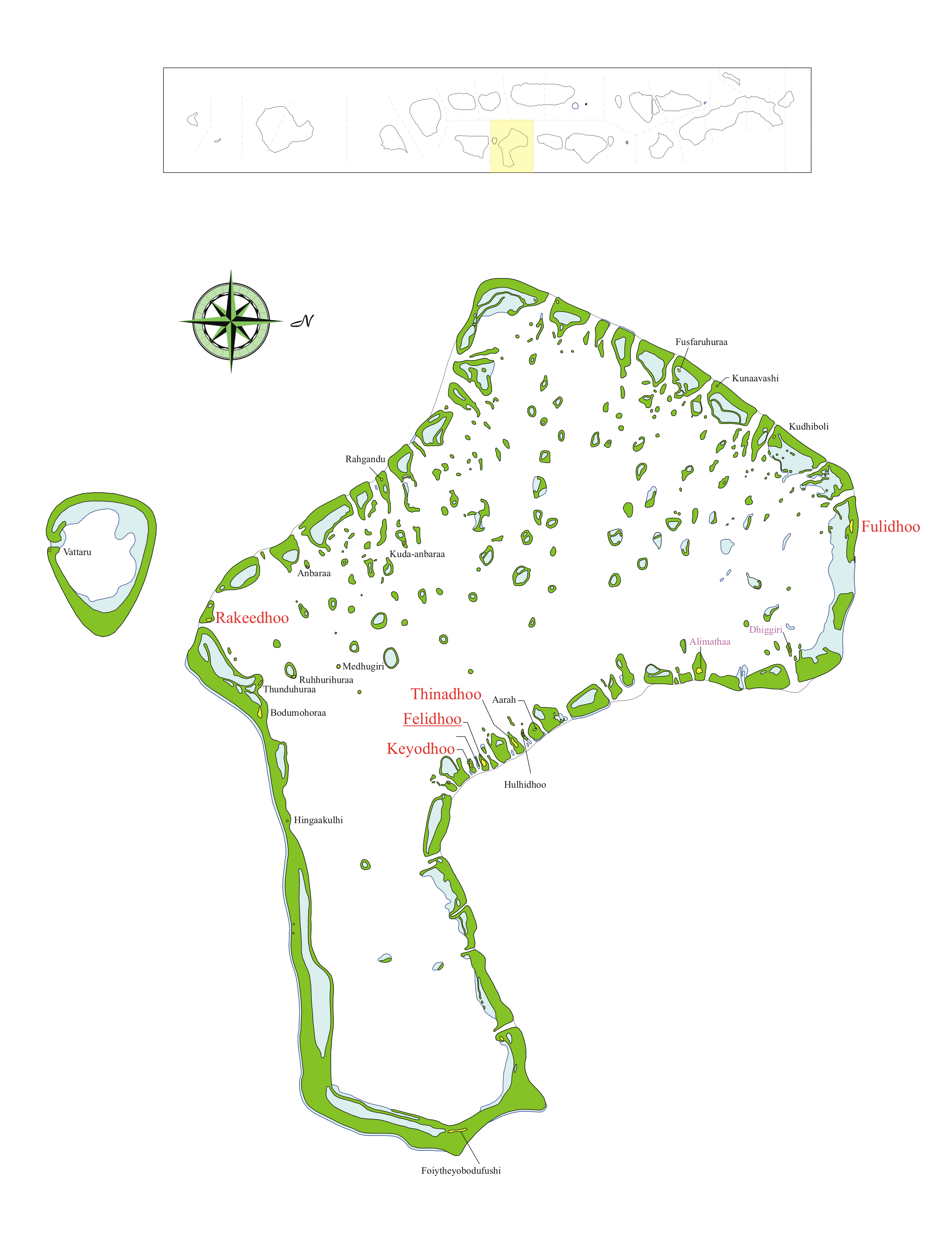
Vaavu
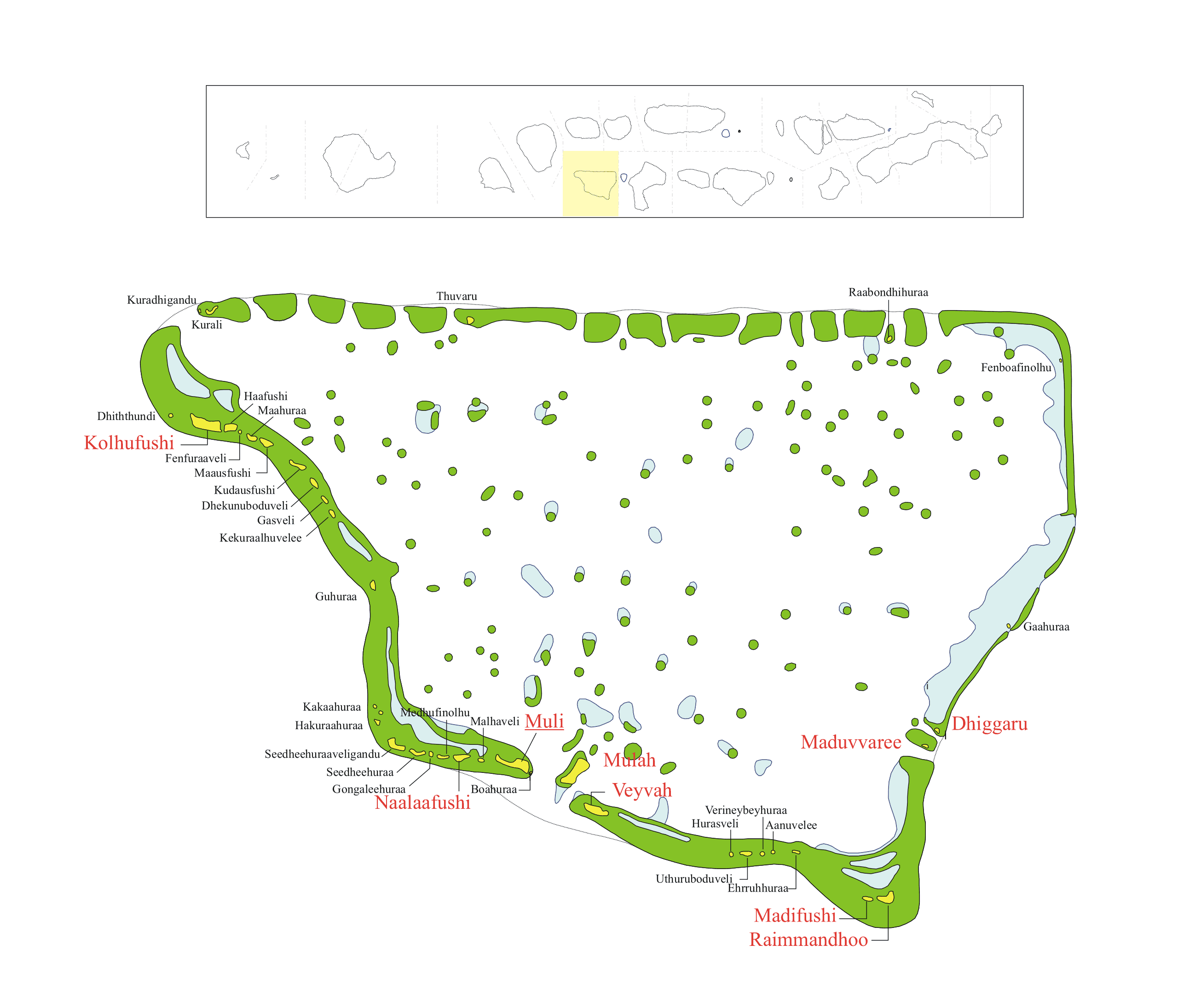
Meemu
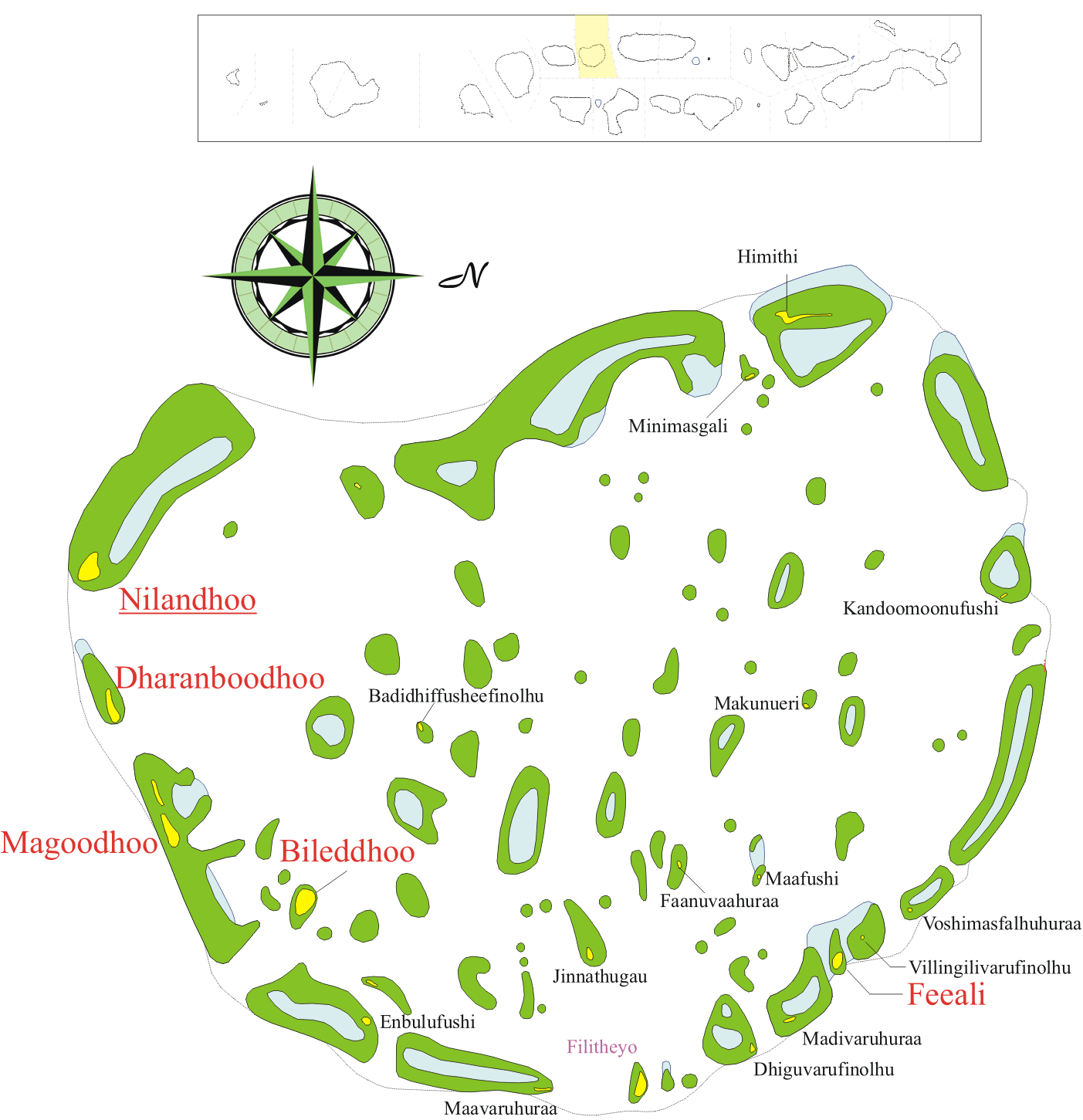
Faafu
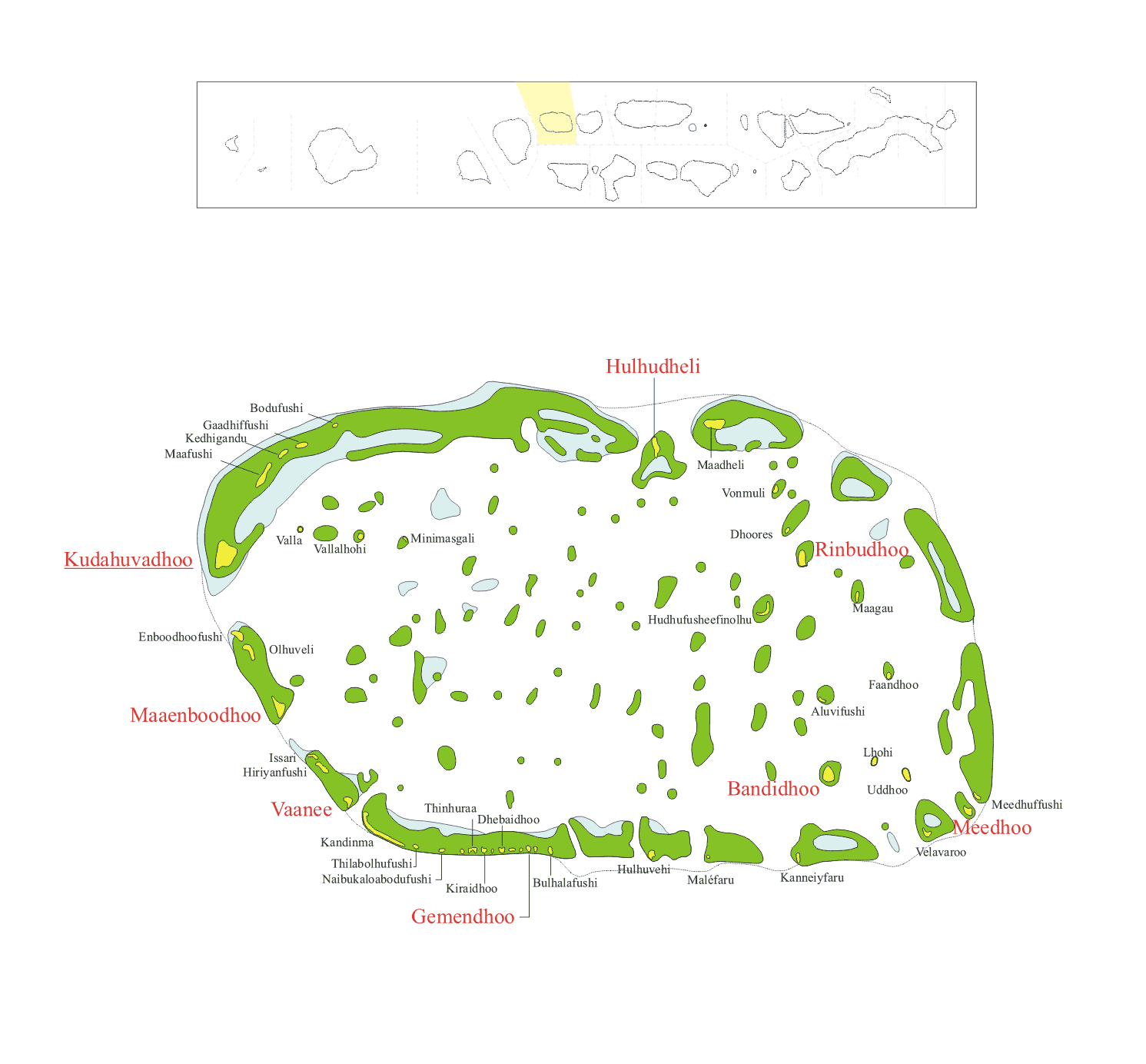
Dhaalu
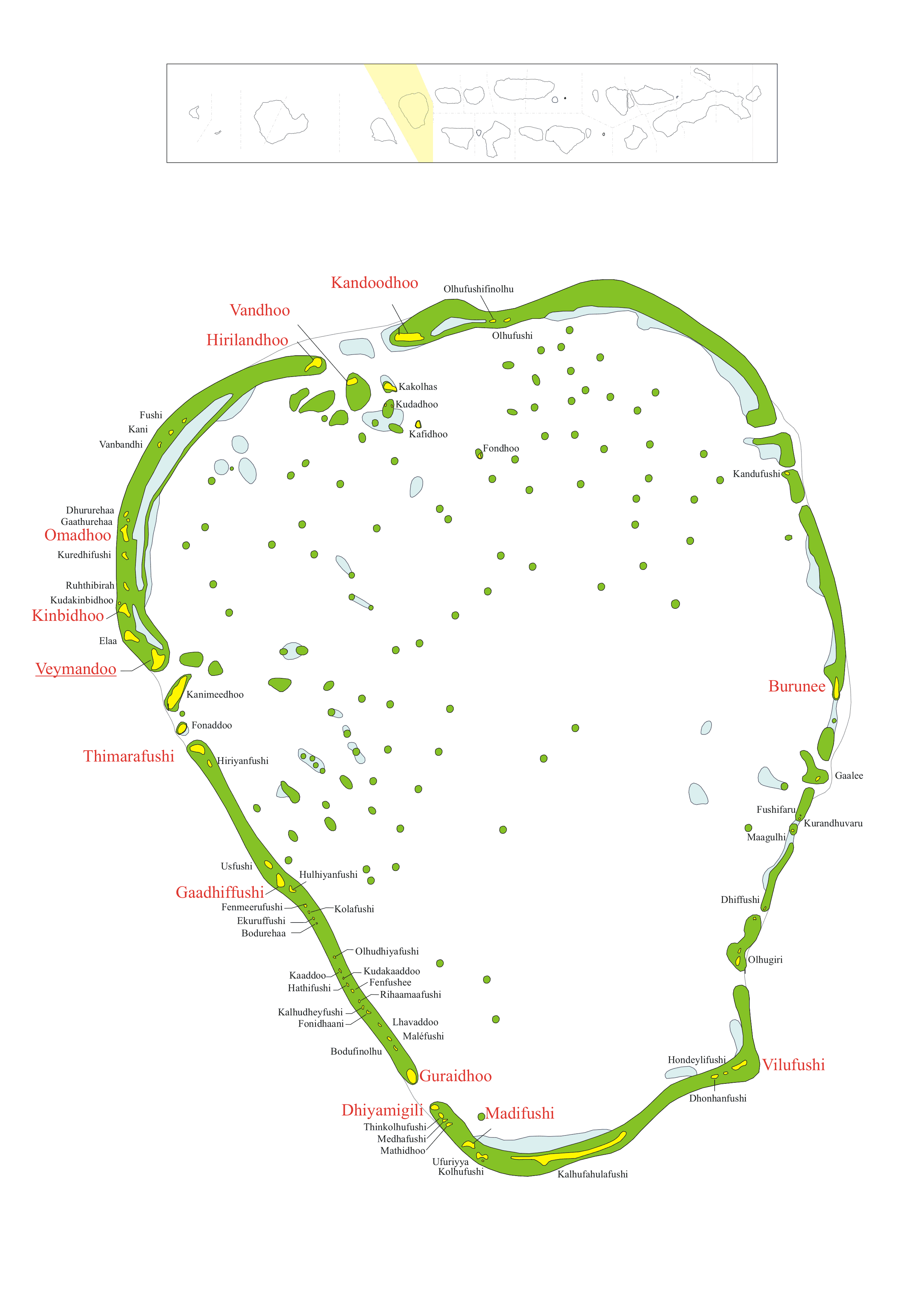
Thaa
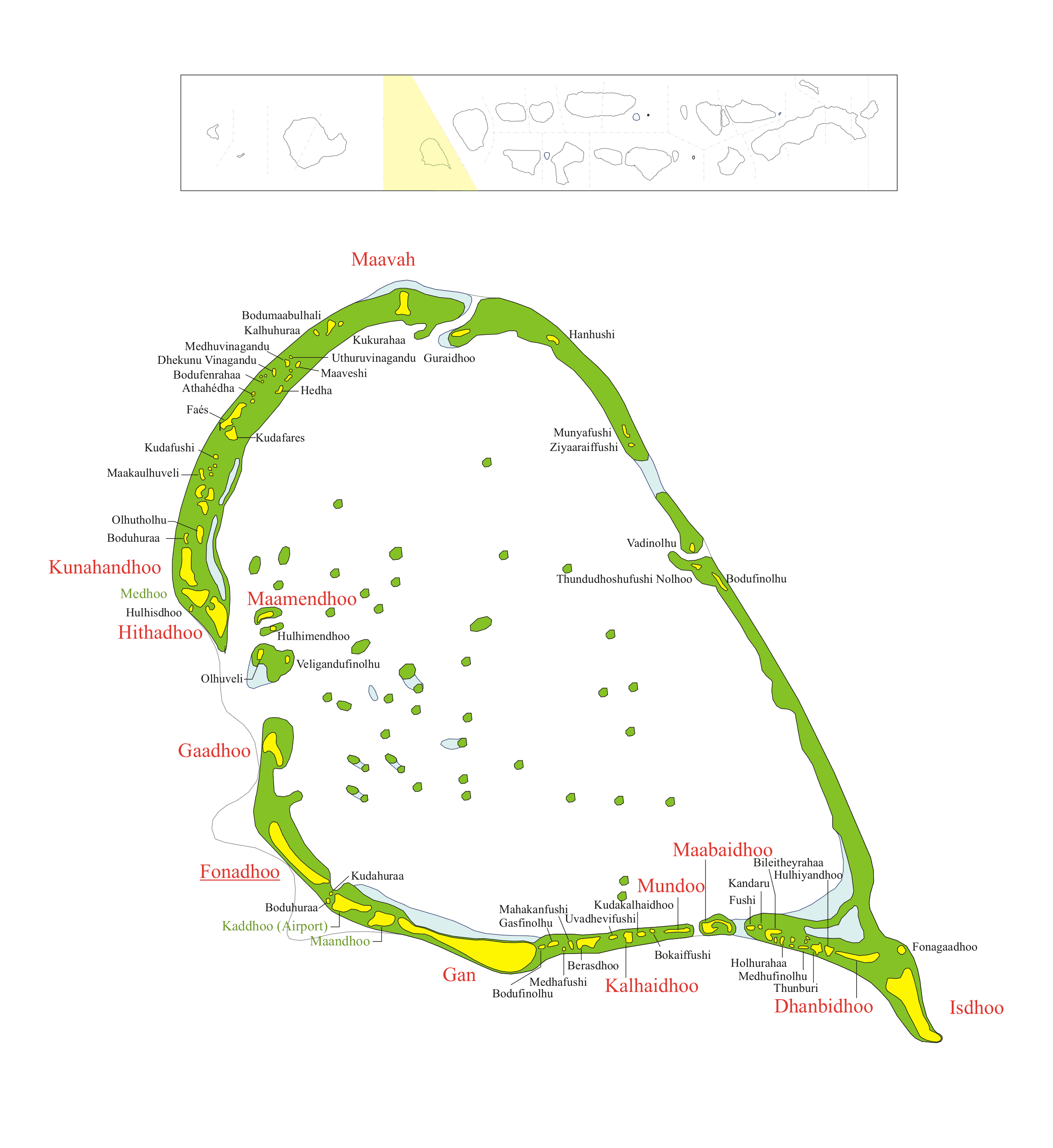
Laamu
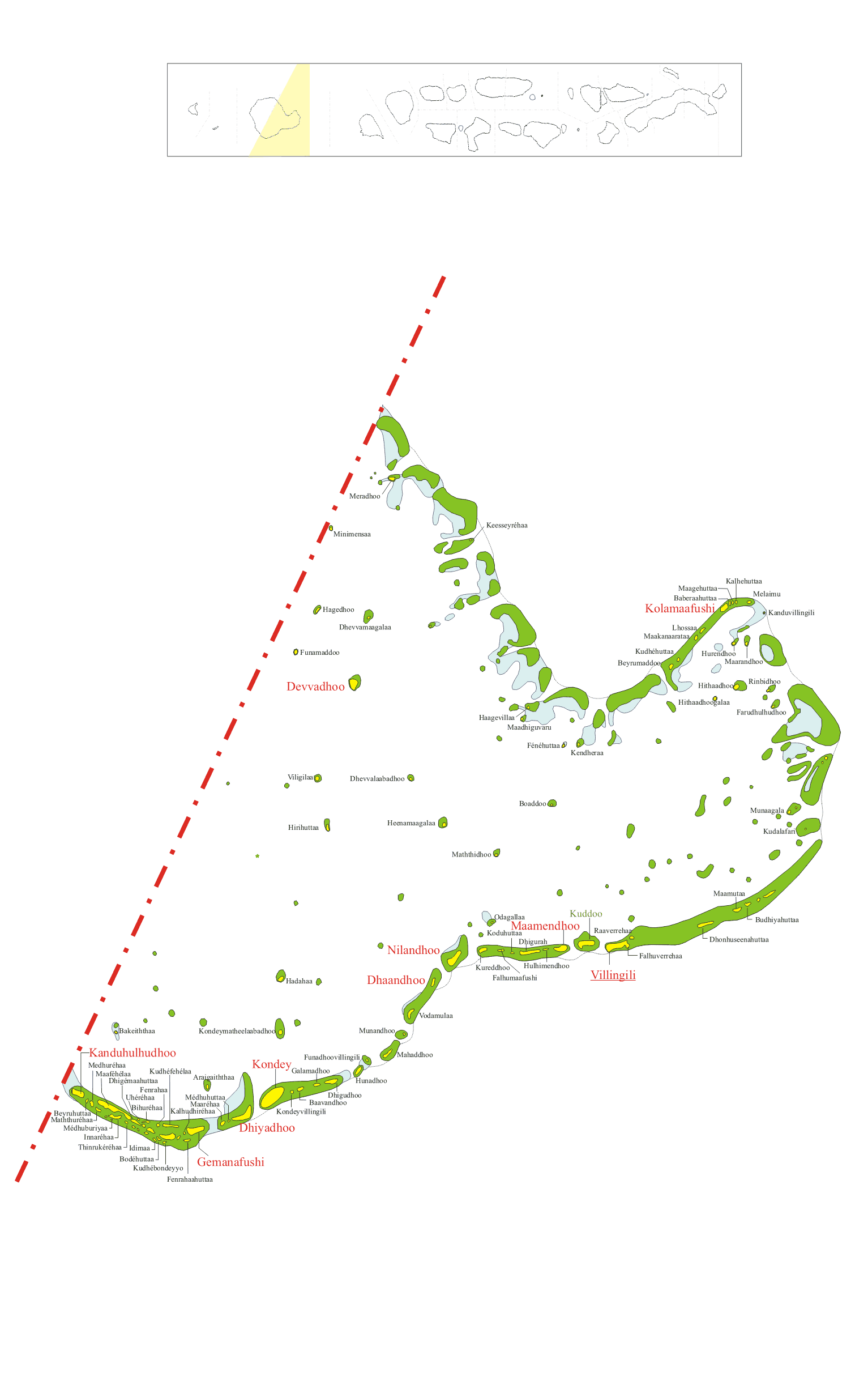
Gaafu Alif
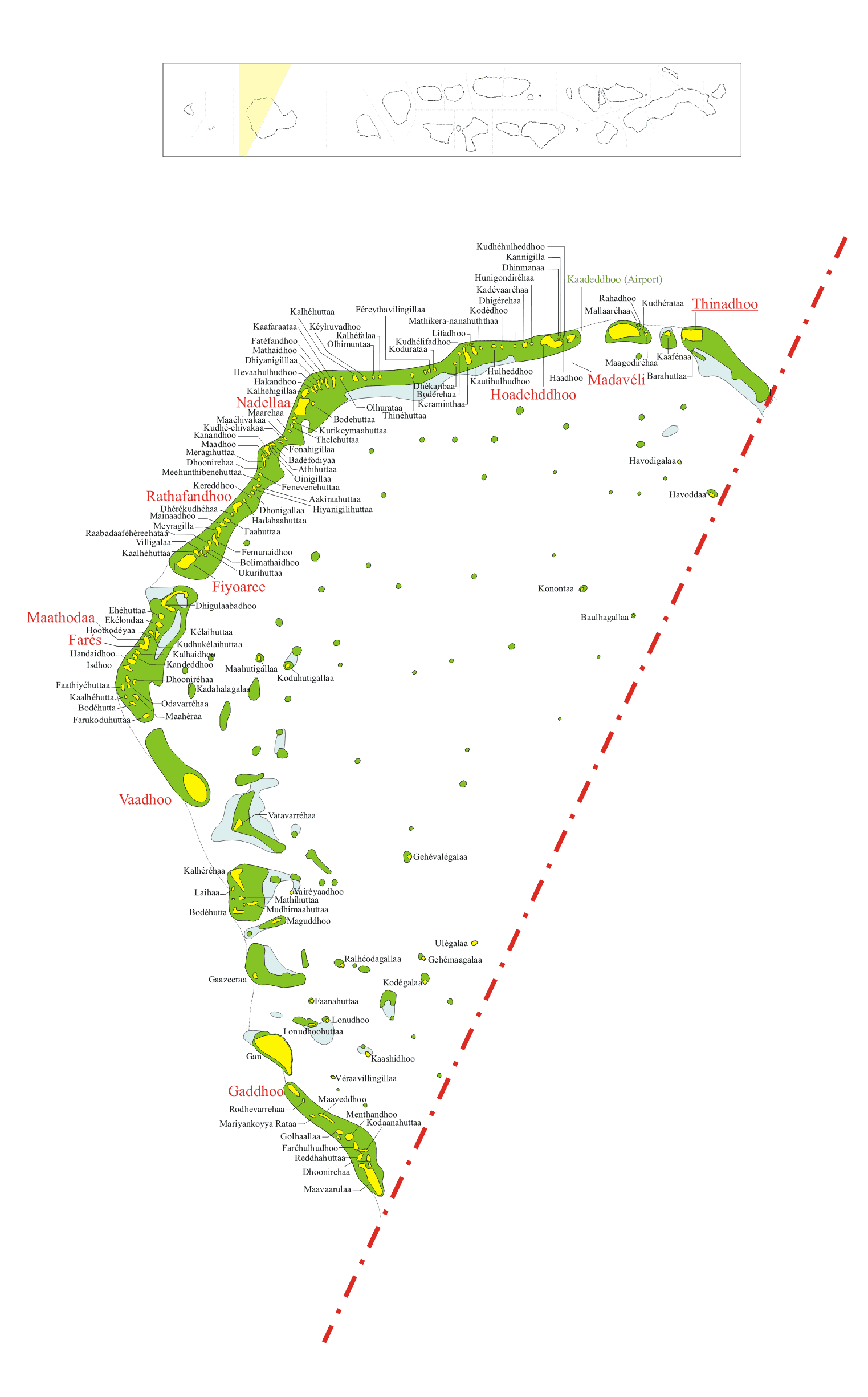
Gaafu Dhaalu
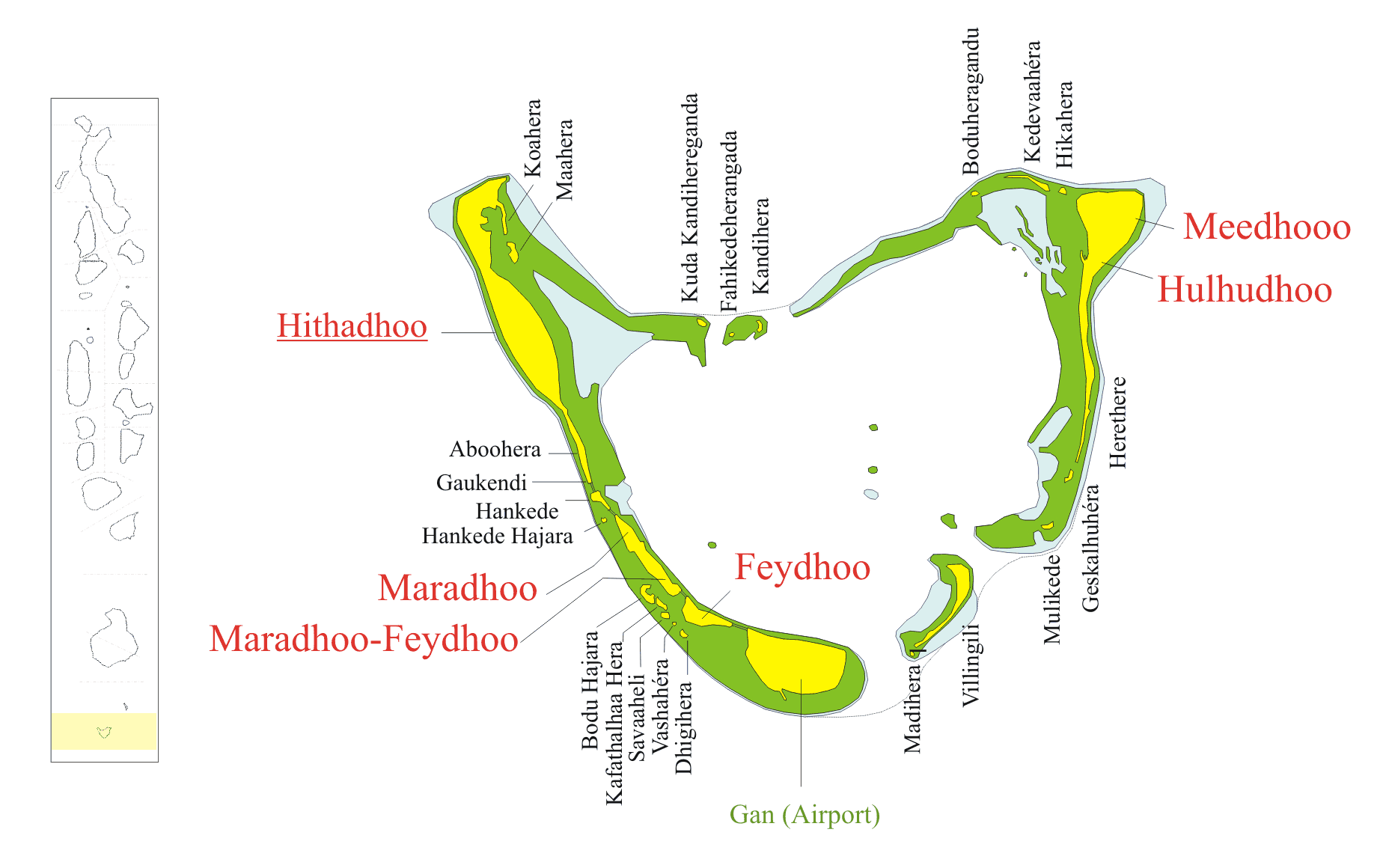
Addu